# 磺胺甲基嘧啶
磺胺甲基嘧啶是一种磺胺类抗菌药物，其INN名称是“Sulfamerazine”。该药物可用于治疗由细菌感染引起的疾病等病症。该药物在血液中的半衰期尚不明确，在大鼠体内的LD50（半致死量）为1.9134mol/kg。